# Церква Петра і Павла (Жовква)
Церква Святих Апостолів Петра і Павла — чинна церква у Жовкві на вулиці Львівській, 25. Належить до Православної церкви України. 

## Історія
Церква збудована протягом 1991—1993 років за проектом архітектора Олеся Яреми. Перше богослужіння відбулося 21 листопада 1993 року. У 1999—2001 роках тривало оздоблення церкви під керівництвом Б. Балицького. У 2007 збудовано дзвіницю (архітектор Михайло Федик).
У церкві зберігаються мощі первомученика Стефана, мученика Парфенія, преподобних Іова та Амфілохія Почаївських, святителя Луки Войно-Ясенецького, святого Климента Папи Римського, котрі вмонтовані в ікони святих. При церкві працює дитяча недільна школа. 
21 грудня 2018, під час засідання парафіяльної ради прийнято рішення вийти з УПЦ МП та перейти в юрисдикцію Львівсько-Сокальської єпархії Православної Церкви України, змінивши свою приналежність з МП до Єдиної Помісної Православної Церкви України.
До переходу в ПЦУ був найбільшим храмом УПЦ МП на Львівщині.

Вигляд на храм (2007)
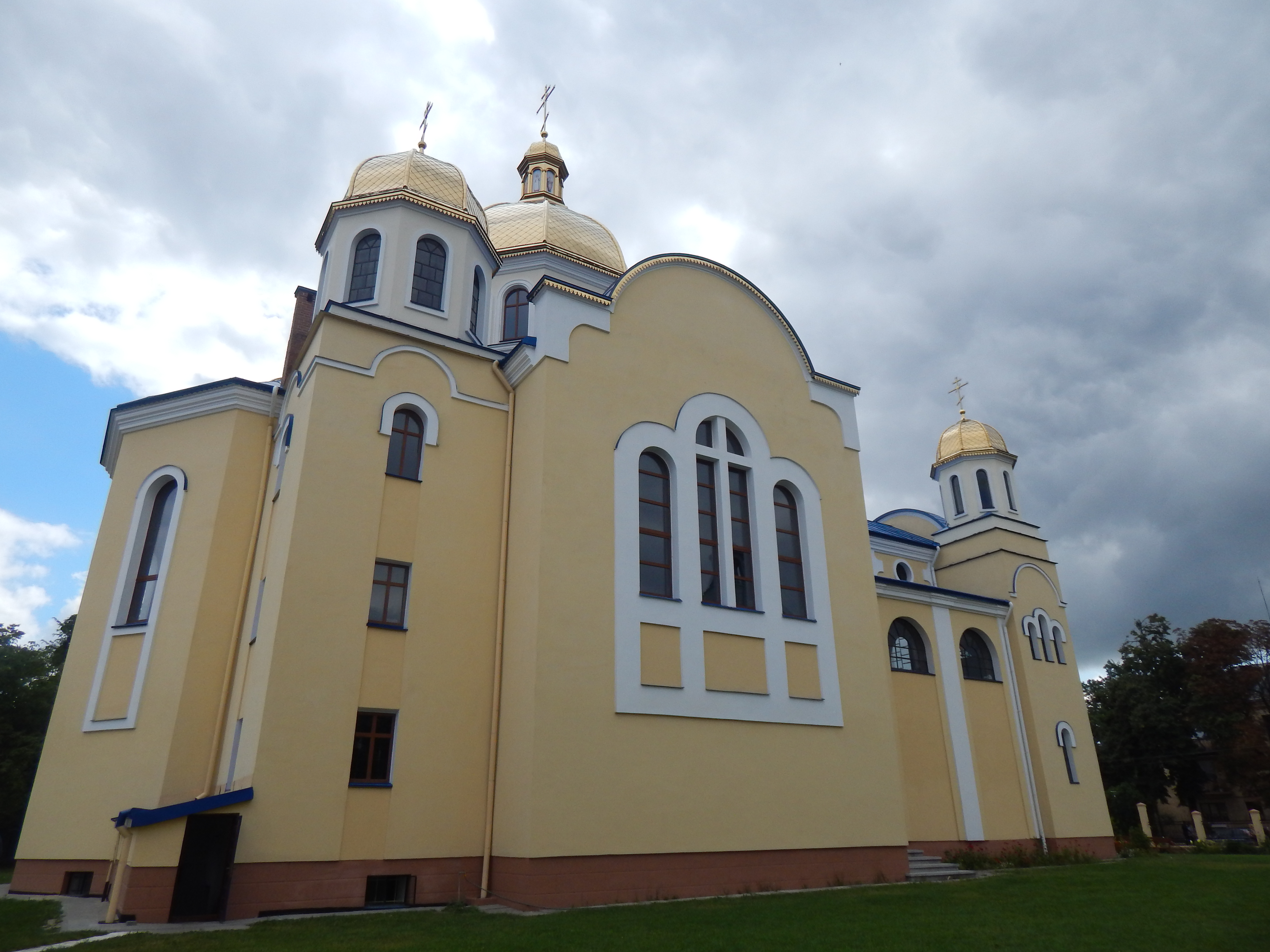
Вигляд на храм (2013)
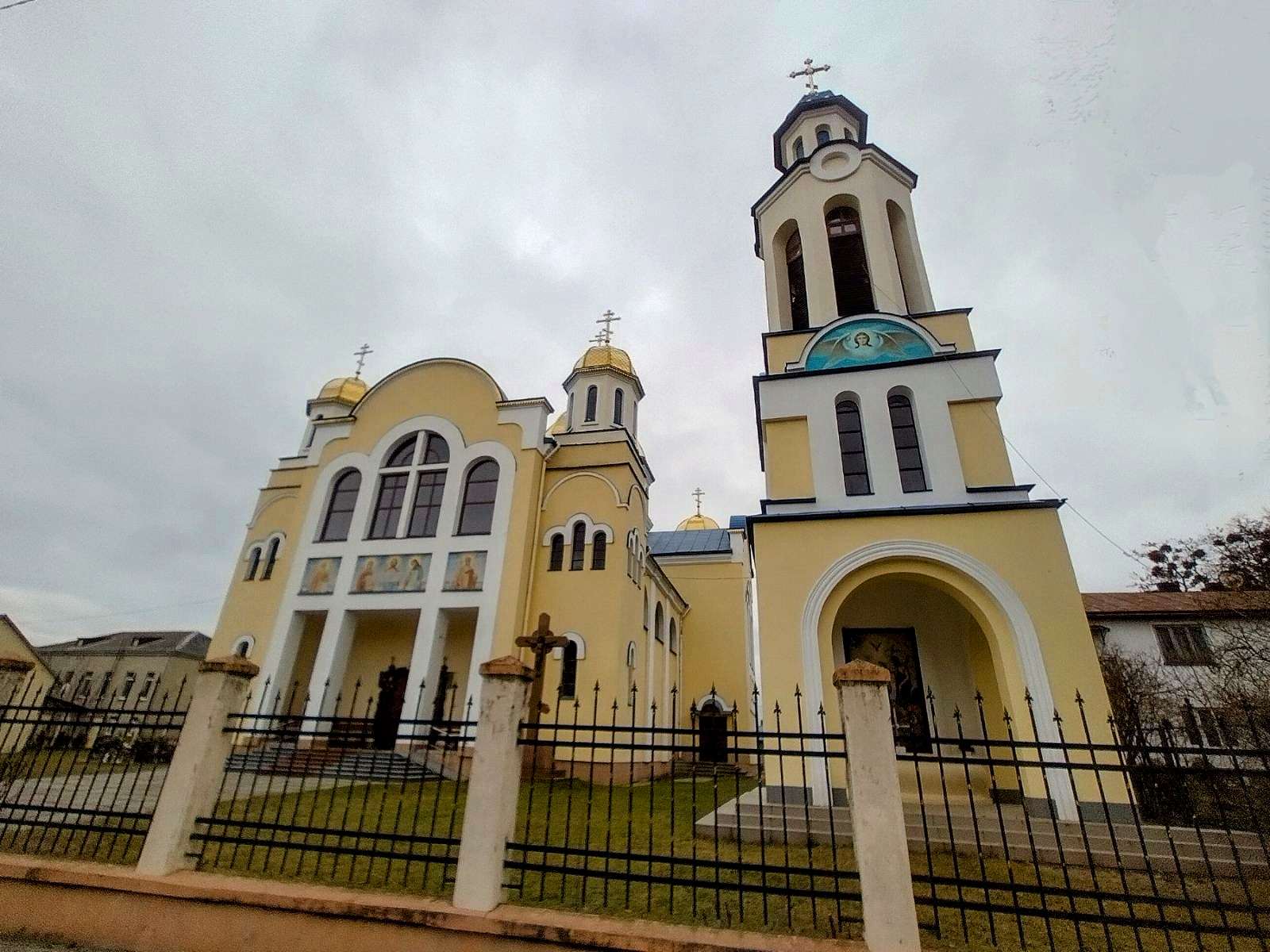
Вигляд на храм і дзвіницю (2023)

## Настоятелі
митрофорний протоірей Степан Хомин 1990 - 2018; 
архімандрит Маркіян (Каюмов) 2018 -